# Sanhaçaiba
A Sanhaçaiba também conhecida como Fruta de Sanhaço, Cafezinho de cacho, Erva de Passarinho, Jaruvarana e Juruvarana é uma espécie bastante comum em quase todos os biomas florestais brasileiros estando presente geralmente nos sub-bosques das matas.